# Joseph Aved
Jacques André Joseph Aved, dit le Camelot ou Avet le Batave, né le 12 janvier 1702 à Douai et mort le 4 mars 1766 à Paris, est un collectionneur, marchand d’art et peintre français.
C’est un des principaux portraitistes du rococo français.

## Biographie
De père médecin, il fut orphelin dès son enfance, un de ses oncles, capitaine dans la garde hollandaise le recueillit chez lui à Amsterdam.
Après sa formation à Amsterdam avec Boitard et Picart, Joseph Aved a travaillé, à partir de 1721 à Paris, sous Belle.
Aved est reçu à l’Académie royale de peinture et de sculpture en 1731, puis agréé en 1734, année à laquelle il est chargé de la fonction de conseiller. En 1759, il participe à son dernier salon. Exerçant en outre la profession de commerçant d’art, Aved possédait une importante collection d’art de ses contemporains français tel que Chardin dont il possédait au moins neuf natures mortes. A côté d'eux, il avait également des maîtres italiens et surtout néerlandais. Cette collection fut vendue aux enchères à Paris en 1766.
Carle Van Loo, François Boucher, Dumont le Romain et Chardin ont été ses élèves. Georges Wildenstein rapporte dans la biographie du peintre, la liste d'autres élèves tel que : Mademoiselle Allais (Hallé, Hallet ou Alet), Antoine Lebel, Mademoiselle Bouchot, Denis Mosny, François Perdery, Jean Stouf le jeune et Louis Quenet, dont certains peuvent être hypothétiques.

## Œuvres
- Jean-François de Troy (1679-1752), musée national des châteaux de Versailles et de Trianon.
- Pierre-Jacques Cazes (1676-1754), musée national des châteaux de Versailles et de Trianon.
- Portrait de Jean-Philippe Rameau, musée des beaux-arts de Dijon.
- Portrait de Voltaire, musée des beaux-arts de Dijon.
- Portrait d’homme en habit gris et gilet rouge (attribué), musée Condé de Chantilly.Notice no 00000104743, sur la plateforme ouverte du patrimoine, base Joconde, ministère français de la Culture.
- Portrait d'homme en habit gris (attribué), musée Condé, Chantilly.Notice no 00000104742, sur la plateforme ouverte du patrimoine, base Joconde, ministère français de la Culture.
- Saïd Pacha, Ambassadeur de la Porte ottomane, Musée national des châteaux de Versailles et de Trianon.
- Portrait d'un homme Troyes, musée Saint-Loup.
- Victor Riquetti, marquis de Mirabeau, Paris, musée du Louvre.
- Portrait de Mme Crozat, 1741, huile sur toile, 138 × 105 cm, Montpellier, musée Fabre[6].
- Portrait de Prosper Jolyot de Crébillon, Moscou, musée Pouchkine.
- Portrait de la jeune Dame tenant un livre.
- Portrait de Madame Brion prenant le thé, 1750, huile sur toile, 128,6 x 96,8 cm, Seattle, Art Museum.
- Portrait du comte Carl Gustaf Tessin, 1740, huile sur toile, 149 x 116 cm, Nationalmuseum, Stockholm[7].

## Galerie

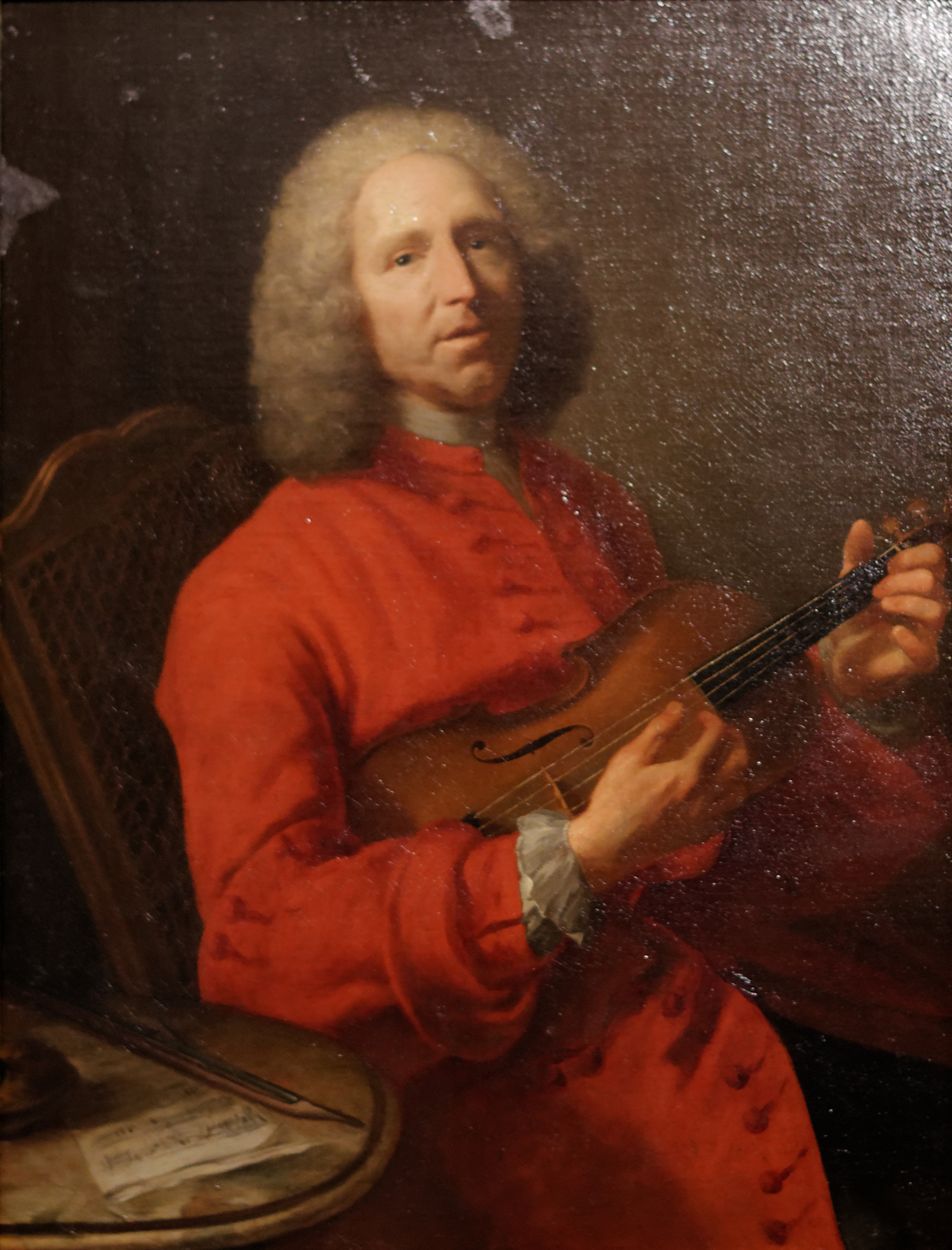
Portrait de Jean-Philippe Rameau (vers 1728).
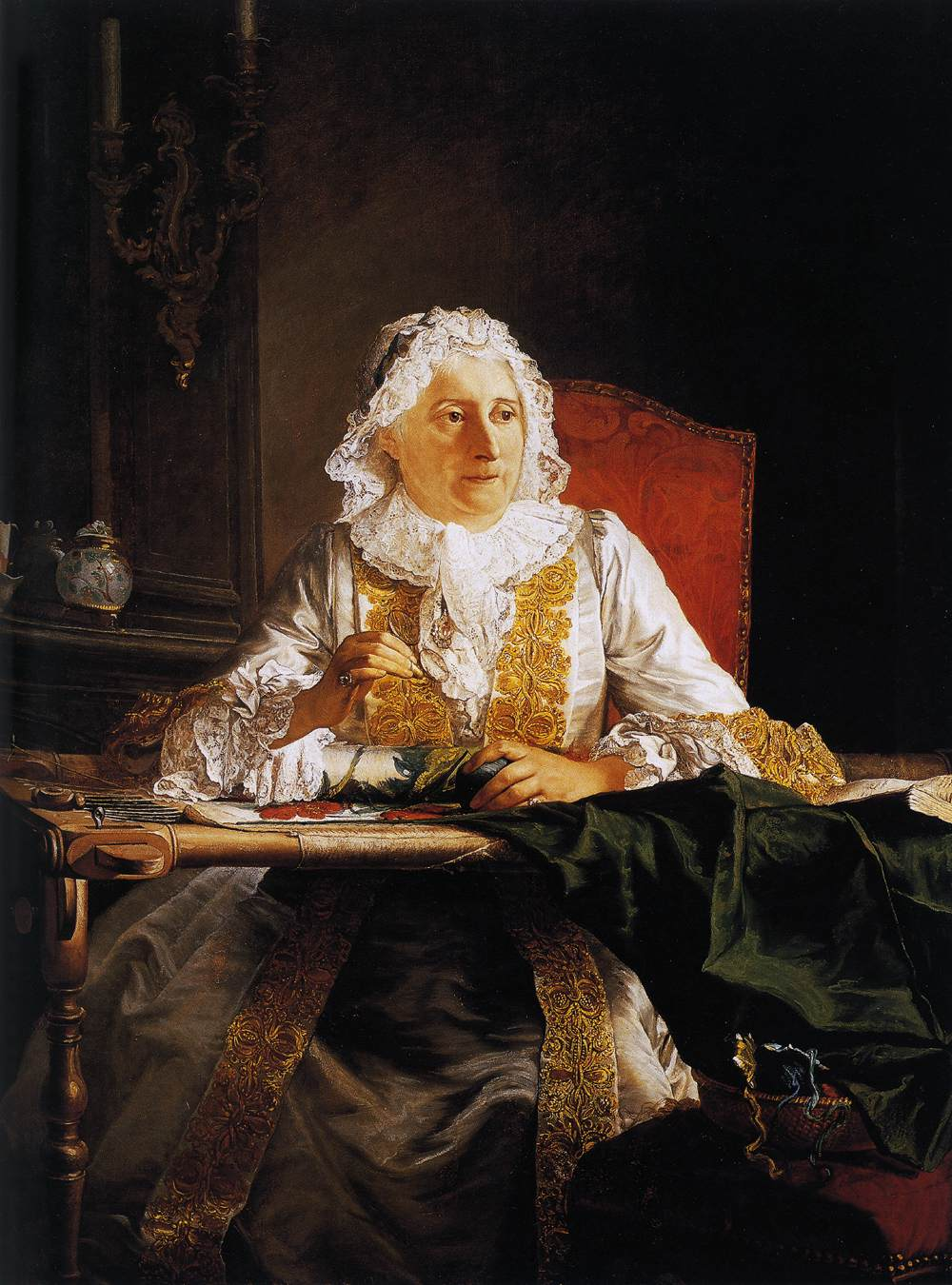
Madame Crozat, 1741 Montpellier, musée Fabre.
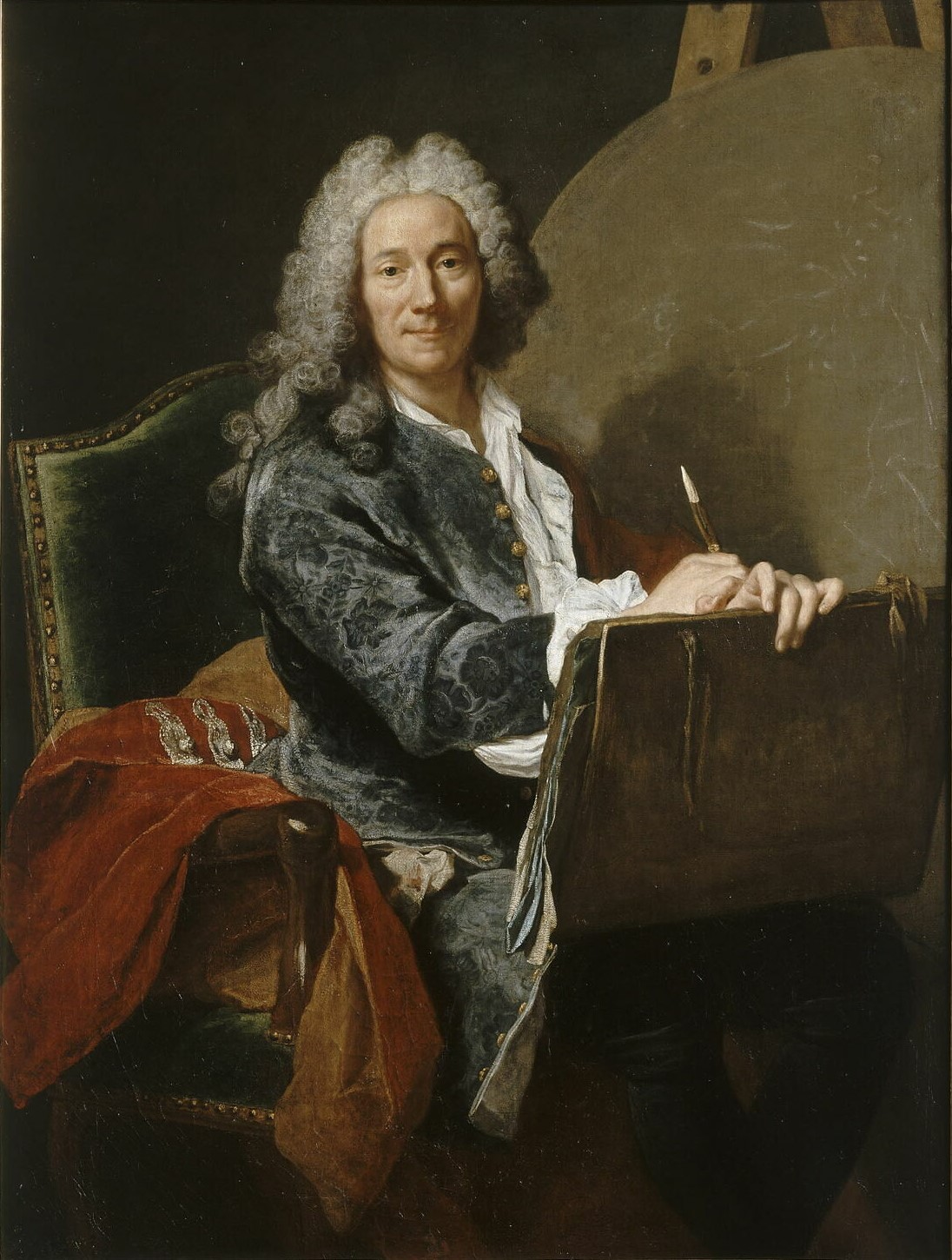
Pierre-Jacques Cazes.
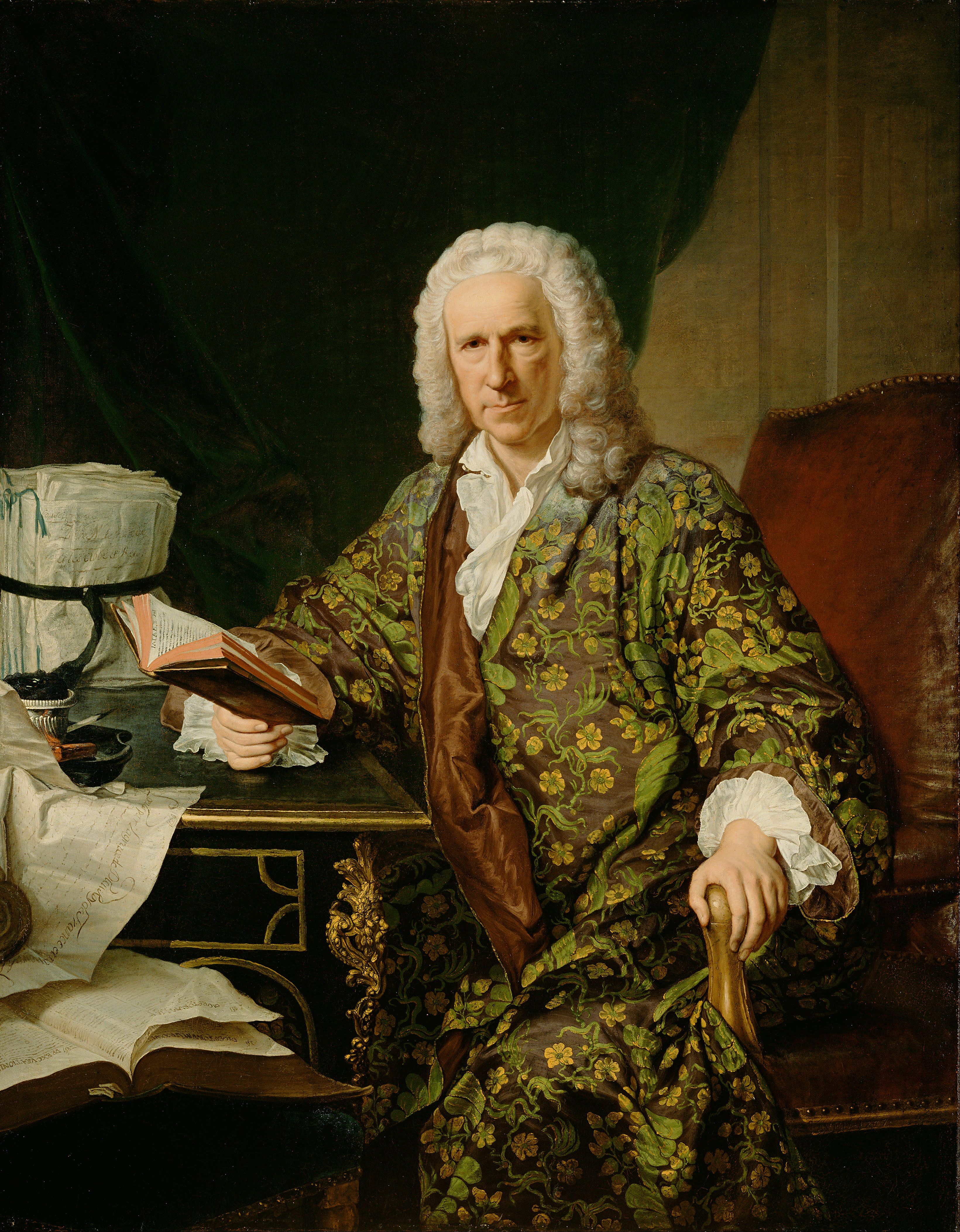
Portrait de Marc de Villiers  (1671-1762), Secrétaire du roi Louis XV.
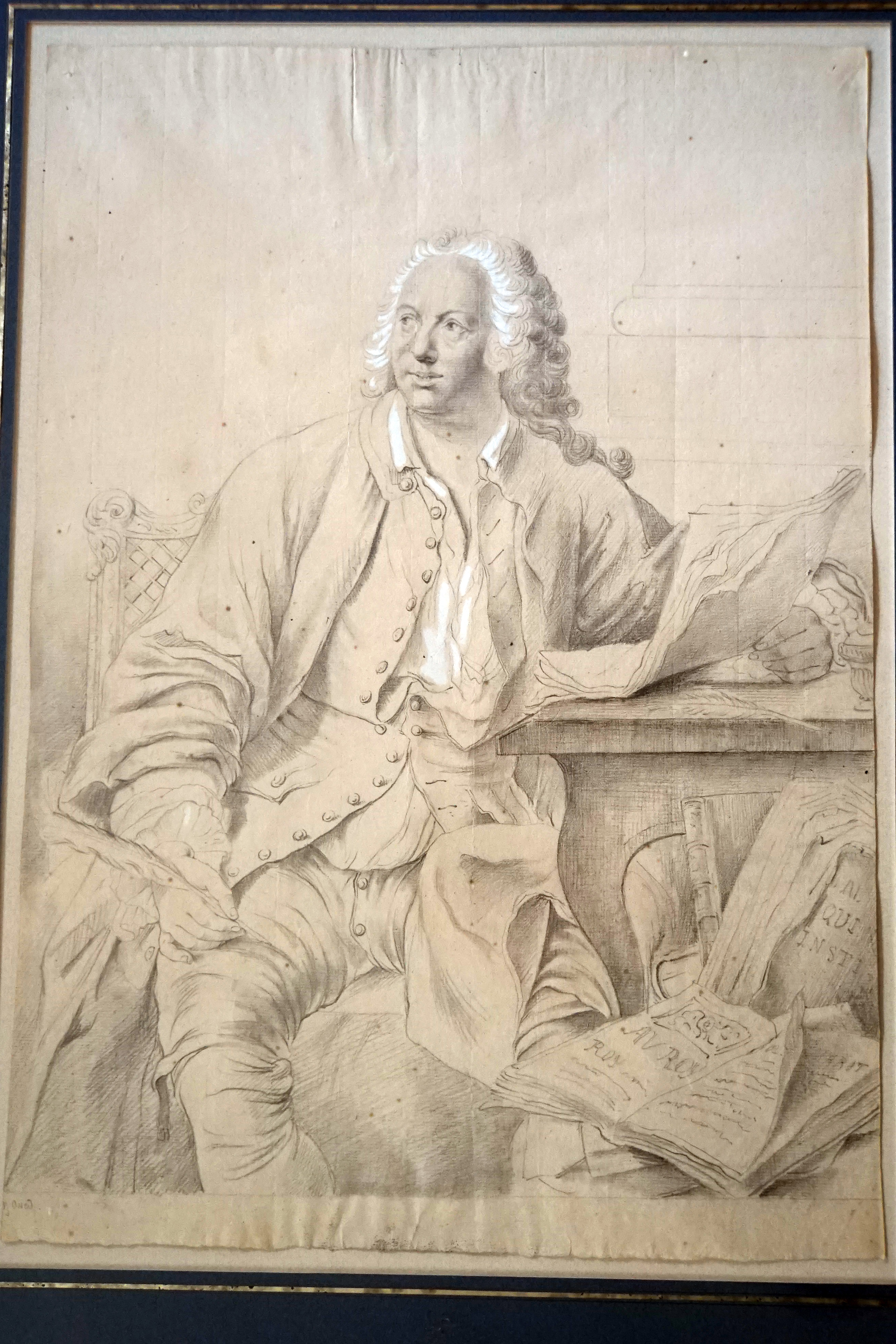
dessin pour le portrait de Jean-Baptiste ROUSSEAU, Salon 1738.